# Heilig Hartbeeld (Sint Anthonis)
Het Heilig Hartbeeld is een standbeeld in de Nederlandse plaats Sint Anthonis.

## Achtergrond
Het Heilig Hartbeeld van Wim van Hoorn werd gegoten bij bronsgieterij Binder, met het doel het in een groter monument te plaatsen. Het bronzen beeld werd tijdens de Tweede Wereldoorlog verborgen, om omsmelten door de bezetters te voorkomen. Na de oorlog werd het op een verhoging geplaatst in het midden van een halfronde bakstenen muur, waarop dertien hoogreliëfs werden aangebracht met taferelen uit het leven van Jezus. Bij de herinrichting van de Brink in de jaren negentig van de twintigste eeuw, is het monument afgebroken. Het beeld staat nu als solitair beeld dichter bij de Kerk van Antonius Abt. 

## Beschrijving
Het beeld is een staande Christusfiguur die, als bemiddelaar, met zijn rechterhand naar de hemel wijst en met zijn linkerhand naar de aarde. Op zijn borst is het vlammend hart te zien en achter zijn hoofd een open nimbus.